# M17 (Armenien)
Die M17 (armenisch: Մ17) ist eine Fernstraße in Armenien. Die Straße verläuft durch die im Süden Armeniens gelegene Provinz Sjunik wenige Kilometer von der aserbaidschanischen Grenze entfernt und gilt als östliche Alternativroute der parallel verlaufenden Fernstraße M2. Der südliche Abschnitt zwischen Schwanidsor und Meghri verläuft entlang des iranischen Grenzflusses Aras und ist gleichzeitig Teil der Europastraße 002.